# Silnice II/102
Silnice II/102 je česká silnice II. třídy vedoucí z Prahy do Milevska. Je to významná regionální spojnice Prahy a rekreační oblasti středního Povltaví. Měří 87 km.

## Vedení silnice

### Hlavní město Praha
- D0 - exit 10 (D0, I/4, začátek peáže II/101)
- Praha-Zbraslav (konec peáže II/101)

### Okres Praha-západ
- Měchenice - odbočka vpravo na III/1021 - směr do Hvozdnice
- Davle - odbočka vpravo na III/1022 do osady Sloup, dále pak odbočka na II/104 do Jílového u Prahy
- Štěchovice - odbočka vlevo na II/106 (Týnec n. Sázavou), vpravo na III/1023 směr Masečín
- odbočka vlevo na III/1027 směr Slapy - Nová Rabyně - Všetice

### Okres Příbram
- odbočka Nový Knín (začátek peáže II/114)
- Korkyně
- Chotilsko (konec peáže II/114)
- Prostřední Lhota - odbočka vlevo na III/10220 směr Sejcká Lhota, odbočka vpravo na III/10219 směr na Zábornou Lhotu
- Čelina
- odbočka Cholín (začátek peáže II/119)
- odbočka Borotice (konec peáže II/119)
- Drevníky - odbočka vlevo na III/10223 směr Županovice, odbočka vpravo na III/10223 směr Slovanská Lhota
- Nečín -
- Obory (začátek peáže I/18)
- konec peáže I/18
- Velká
- Kamýk nad Vltavou (začátek peáže II/118)
- Krásná Hora nad Vltavou (konec peáže II/118)
- Milešov
- Kosobudy
- Lašovice

### Okres Písek
- Radvánov
- Kovářov
- Dmýštice
- Milevsko (I/19, II/105, II/121)